# Я иду искать
«Я иду искать» (англ. Ready or Not. рус. Готовы вы или нет) — американский фильм ужасов Мэттью Беттинелли-Олпина и Тайлера Джиллетта
Предварительный показ фильма состоялся 27 июля 2019 года на международном кинофестивале «Фантазия». Кинотеатральная премьера в США состоялась 21 августа 2019 года. Критики оценили фильм положительно, в частности отметив тон, юмор и острые ощущения.

## Сюжет
Молодые братья Алекс и Дэниел Ле Домас бегут по коридорам дома. Дэниел, старший брат, ведет Алекса по дому и, наконец, заставляет его спрятаться в шкафу, когда к нему подходит мужчина, умоляя Дэниела помочь ему. Дэниел смотрит на него мгновение, прежде чем закричать: «Он здесь!» Мужчина бежит, но его останавливают члены семьи Дэниела и Алекса в масках и с разным оружием. Один из них стреляет мужчине в грудь, а женщина в свадебном платье умоляет их остановиться. Мужчину поднимают с земли и тащат в комнату. Затем дверь комнаты захлопывается за ними.
Тридцать лет спустя Алекс вернулся домой, чтобы жениться на своей невесте Грейс, сироте, жаждущей наконец-то обзавестись семьей. В первую брачную ночь он говорит ей, что по традиции, каждый посторонний член семьи должен играть в игру. Грейс должна вытянуть случайную карту, и игра, в которую они должны играть, будет записана там. Семья включает Алекса, его брата-алкоголика Дэниела и сестру-наркоманку Эмили, их отца Тони и мать Бекки, снобистскую жену Дэниела Чарити, плаксивого мужа Эмили Фитча и мрачную тетю Хелен, сестру Тони. Рассказывают, что их предок, Виктор Ле Домас, заключил сделку с человеком по имени Ле Бэйл. Ле Бэйл построит состояние Ле Домас, в обмен на это, Ле Домас должны соблюдать эту традицию. Грейс достает карточку с надписью «прятки». Не зная правды, она прячется, пока остальные члены семьи Ле Домас вооружаются старинным оружием, чтобы выследить ее.
Когда Грейс становится свидетелем того, как Эмили случайно убивает одну из горничных, полагая, что это она, Алекс признается, что карта «прятки» — единственная игра, которая требует от семьи убить получателя карточки. Они верят, что если Грейс доживет до рассвета, то вся семья погибнет, согласно соглашению с Ле Бейлом. Алекс скрывал правду от Грейс, зная, что она бросит его, если узнает. Последний раз кто-то вытаскивал эту карту тридцать лет назад, когда убили мужа Хелен. Потрясенная, испуганная и разгневанная, Грейс решает выжить. Ее обнаруживает Дэниел, который разочаровался в кровавой семейной традиции и дает ей фору. Чтобы помешать своей семье следить за Грейс, Алекс уничтожает мониторы безопасности, прежде чем его удерживают Дэниел и Тони.
Грейс убегает из особняка и прячется в сарае, где встречает маленького сына Эмили, Джорджи. Джорджи стреляет в неё и ранит в руку. Разъяренная, Грейс вырубает Джорджи, но случайно падает в яму, заполненную разлагающимися трупами предыдущих жертвоприношений. Она вылезает, хотя и не без новых ран. Позже её преследует дворецкий Стивенс. Грейс борется с ним и залезает в его машину, но машина быстро объявляется украденной и закрывается. Стивенс догоняет ее и усыпляет выстрелом дротика со снотворным. Когда её везут обратно, Грейс просыпается и нападает на Стивенса, в результате чего машина разбивается. Однако Грейс снова захватывают и привязывают на символе пентаграммы, пока семья готовится принести её в жертву. Они пьют из церемониальной чаши и внезапно начинают блевать кровью. В это время Дэниел отпускает Грейс, сказав, что несмертельно отравил содержимое чаши. Грейс благодарит Дэниела за помощь. Внезапно их находит Чарити с пистолетом; она убивает Дэниела, но Грейс сражается с Чарити и убегает. Затем Грейс сражается с Тони, бьёт его масляной лампой и вновь убегает. Лампа разбивается, и постепенно начинается пожар.
Бекки нападает на Грейс; в драке Грейс забивает Бекки до смерти деревянной игровой коробкой Ле Бейла. Алекс находит тело Дэниела, затем находит Грейс над телом матери. Понимая, что Грейс больше не доверяет ему и не останется с ним, Алекс внезапно хватает Грейс и зовёт остальных. Группа готовит жертвоприношение, все приветствуют Сатану. Алекс готовится убить Грейс ножом. В последний момент Грейс уворачивается, принимая удар в плечо и освобождается. Внезапно выясняется, что наступил рассвет, однако ничего не происходит. Семья считает, что традиция была ложью, и всё было напрасно. Хелен всё равно пытается убить Грейс, однако внезапно взрывается изнутри. Один за другим, оставшиеся члены семьи, кроме Алекса, взрываются в кровавом месиве. Алекс просит прощения у Грейс; Грейс говорит: «Я хочу развестись» и бросает в Алекса обручальное кольцо. Алекс взрывается. Когда особняк горит, Грейс на мгновение видит Ле Бейла в огне, кивающего в явном одобрении, и понимает, что договор был реальным.
Когда прибывает полиция, Грейс сидит на лестнице внутреннего дворика и курит, вся покрытая кровью, грязью и копотью. Когда полицейский спрашивает её: «Кто вас так», она отвечает: «Родственнички».

## В ролях
- Самара Уивинг — Грейс Ле Домас, молодая невеста и жена Алекса
- Адам Броди — Дэниел Ле Домас, брат Алекса и Эмили
- Марк О’Брайен — Алекс Ле Домас
- Генри Черни — Тони Ле Домас
- Энди Макдауэлл — Бекки Ле Домас
- Кристиан Бруун — Фитч Брэдли, муж Эмили
- Мелани Скрофано — Эмили Ле Домас
- Элиз Левек — Чарити Ле Домас, жена Дэниэла
- Никки Гуаданьи — Хелен Ле Домас
- Джон Ралстон — Стивенс, дворецкий
- Нат Факсон — Джастин (голос), сотрудник автосервиса

## Производство
Съёмки фильма проходили с октября по ноябрь 2018 года в Торонто и его окрестностях, включая Каса Лома, парк Саннибрук, заповедник Клэрвилл и Парквуд Эстэйт в Ошаве.

## Критика
Фильм получил преимущественно положительные оценки кинокритиков. На сайте Rotten Tomatoes у киноленты 89 % положительных рецензий на основе 322 отзывов со средней оценкой 7,20/10. На Metacritic — 64 балла из 100 на основе 39 рецензий, что соответствует статусу «в основном положительные оценки».
Питер Дебрюге из Variety написал: «При всей своей непочтительности фильм заслуживает того, чтобы восприниматься всерьез как сатира на богатых, ненадежность правил и саму идею брака». Питер Трэверс из Rolling Stone назвал фильм «декадентским взрывом, сделанным с грубой энергией триллера ужасов и мужеством его собственных маниакальных антибрачных убеждений». В своей статье для IndieWire Дэвид Эрлих описывает фильм как «безумно занимательный от начала до конца, созданный с достаточно свежей индивидуальностью, чтобы превратиться в нечто большее, чем сумма его частей».